# Осада Альхесираса (1309—1310)
Осада Альхесираса (исп. Sitio de Algeciras) — одно из сражений, произошедших во время Реконкисты. Безуспешная попытка войск Кастильского королевства под личным руководством короля Фердинанда IV захватить у Гранадского эмирата Альхесирас. Осада длилась с июля 1309 года по январь 1310 года.

## Предыстория
19 декабря 1308 года в Алькала-де-Энарес король Кастилии Фердинанд IV и послы Королевства Арагон Бернальдо де Сарриа и Гонсало Гарсия согласились с условиями договора Алькала-де-Энарес. Фердинанд IV при поддержке своего брата Педро де Кастилья-и-Молина, архиепископа Толедо, епископа Саморы, и Диего Лопеса V де Аро согласился начать войну против Гранадским эмиратом 24 июня 1309 года. Было решено, что арагонский монарх не может подписать сепаратный мирный договор с эмиром Гранады. Объединённый арагонско-кастильский флот также был сформирован для поддержки блокады прибрежных гранадских городов. Далее было решено, что Королевство Кастилия нападет на города Альхесирас и Гибралтар и что арагонские силы захватят город Альмерия.
Фердинанд IV пообещал уступить одну шестую часть завоеванной гранадской территории арагонской короне и поэтому выбрал все королевство Альмерия, поскольку его пределы соответствовали соглашению, за исключением городов Бедмар, Алькаудете, Кесада, Аренас и Локубин, которые останутся с Кастилией, поскольку все они ранее были частью Королевства Кастилия и Леон до их захвата мусульманами. Фердинанд IV также оговорил, что, если земли, отнятые у Королевства Альмерия, не составят одной шестой территории Гранады, архиепископ Толедо вмешается для разрешения любых разногласий, связанных с этим вопросом. Эти уступки Королевству Арагон привели к тому, что несколько вассалов Фердинанда IV выступили против ратификации договора, среди них были Хуан Кастильский и Хуан Мануэль.
Уступки Арагону, с которого начался период относительной неуместности по сравнению с Кастилией, снова сделают королевство очень могущественным на Пиренейском полуострове. Ранее Арагон достиг своего апогея в соответствии с Договором Касола (1179) и Договором Альмизра (1244), в результате которых его территория и влияние значительно расширились. Фердинанд настаивал на арагонском союзе, чтобы укрепить союз между Арагоном и султаном Марокко, чтобы они не вмешивались в грядущую войну с Гранадой.
После подписания договора в Алькала-де-Энарес Кастилия и Арагон отправили своих эмиссаров ко двору в Авиньоне, чтобы заручиться поддержкой папы римского Климента V и заручиться поддержкой духовенства официального Крестового похода для дальнейшей поддержки военных операций. Они также просили папского благословения на брак между инфантой Леонор Кастильской, первородной дочерью Фердинанда IV, и Хайме де Арагон-и-Анжуйским, сыном и наследником Хайме II Арагонского. Папа согласился на оба предприятия, и 24 апреля 1309 года Климент V издал папскую буллу Indesinentis.который санкционировал общий крестовый поход против Гранады с целью завоевания Пиренейского полуострова вместе с мандатами на завоевание Корсики и Сардинии.
В мадридских кортесах 1309 года, первых кортесах, когда-либо проводившихся в настоящей испанской столице, Фердинанд IV публично объявил о своем желании вести войну против королевства Гранада и потребовал субсидий для начала боевых манёвров.
Многие из магнатов под кастильскими знамёнами были против осады, этот лагерь возглавляли инфант Хуан Кастильский и дон Хуан Мануэль, которые оба предпочитали войну на истощение и исключительно ради прибыли в районе Вега-де-Гранада. Инфант Хуан ещё больше рассердился на короля, потому что ему не дали титул над муниципалитетом Понферрада. Дон Хуан Мануэль был недоволен тем, что предпочитал вести войну против Гранады со своих родных территорий в Мурсии и не хотел воевать в районе Альхесираса, который был главным мусульманским оплотом на Пиренейском полуострове с тех пор, как мавры впервые высадились там, и был чрезвычайно хорошо укреплён.
Помимо разногласий, кастильские силы собрались в Толедо, откуда они должны были начать операции. Фердинанд IV оставил свою мать, Марию де Молину, ответственной за правительственные операции в его отсутствие.

## Христианская мобилизация
Основными вассалами, предоставляющими войска для операций против Альхесираса, были инфант Хуан Кастильский, дон Хуан Мануэль, Диего Лопес V де Аро, сеньор Бискайи, Хуан Нуньес II де Лара, Фернан Руис де Салданья и Алонсо Перес де Гусман. Большая часть войск, выставленных Кастилией, также была собрана из советов гражданской милиции Саламанки, Сеговии, Севильи и других городов.
Король Диниш Португальский, родственник Фердинанда IV, послал 700 рыцарей под командованием своего альфереса Мартина Хиля де Соуза. Хайме II, король Арагона, силы которого атаковали другие части Гранады, предоставил 10 галер блокадным силам Альхесираса. 29 апреля 1309 года папа римский Климент V издал папскую буллу Prioribus decanis, которая официально уступала Фердинанду IV одну десятую всех налогов духовенства, собираемых в его королевствах в течение трех лет, для помощи в финансировании осады.
Из Толедо Фердинанд IV и его армия двинулись в Кордову, где эмиссары Хайме II объявили, что арагонский король готов начать осаду города Альмерия. Заключительные приготовления к осаде проводились в Севилье, куда Фердинанд IV прибыл в июле 1309 года. Обоз с припасами для армии вторжения прошел через Севилью, пересек реку Гвадалквивир и отправился морем в Альхесирас.

## Ход осады
27 июля 1309 года авангард кастильской армии достиг стен Альхесираса, а через три дня, 30 июля, прибыл король и его окружение. Хайме II Арагонский начал осаду Альмерии 15 августа того же года, осаду, которая продлится до 26 января 1310 года. Пока Альхесирас осаждали, христианские силы сражались за Кастилию под командованием Хуана Нуньеса II де Лара и Алонсо Перес де Гусман взял город Гибралтар 12 сентября 1309 года, что значительно подняло боевой дух кастильской армии.
В середине октября 1309 года инфант Хуан Кастильский, его сын Альфонсо де Валенсия, дон Хуан Мануэль и Фернан Руис де Сальданья вместе с примерно 500 рыцарями дезертировали и покинули христианский лагерь, сославшись на плохие условия жизни и недовольство королем из-за задержки в поступлении зарплаты. Это предательство вызвало возмущение дворов по всей Европе, поскольку считалось настолько непостижимым, что сам Хайме II Арагонский поскакал за предателями, безуспешно пытаясь убедить их вернуться к осаде. Несмотря на это, Фердинанд IV сохранил поддержку Хуана Нуньеса II де Лара, который ранее проявил себя войне с Гранадой, и Диего Лопеса V де Аро и они решили продолжить свои попытки вернуть город.
Нищета в христианском лагере у реки Андаракс в конце концов достигла таких угрожающих масштабов, что Фердинанд IV был вынужден продать драгоценности своей жены, Констанции Португальской, чтобы заплатить солдатам и рыцарям за их постоянную службу. Христианские силы вскоре были усилены большой армией, посланной инфантом Фелипе де Кастилья-и-Молина, и другой, посланной архиепископом Сантьяго-де-Компостела, который прибыл во главе 400 рыцарей и большого количества пехотинцев.
К концу 1309 года осада стала для Фердинанда IV очень неудачной, так как многие из его командиров начали заболевать. Диего Лопес V де Аро страдал подагрой, а Алонсо Перес де Гусман умер в лагере. Временные дожди также полностью затопили территорию, где располагались лагеря христианских войск, создав рассадник болезней и болезней. Фердинанд IV Кастильский упорствовал до января 1310 года в своих попытках захватить город, когда он, наконец, оставил надежду на победоносный исход и отступил. Осада закончилась унизительным поражением для Кастилии.

## Последствия
В январе 1310 года Фердинанд IV начал переговоры с Гранадским эмиратом. Было достигнуто соглашение о том, что в обмен на снятие осады Фердинанд IV получит приграничные города Кесада, Куадрос, Бельмар и выплату в размере 5000 золотых пистолей. После подписания этого мирного договора Диего Лопес V де Аро умер в лагере в Альхесирасе, и Мария II Диас де Аро, жена инфанта Иоанна Кастильского, вступила во владение сеньорией Бискайя.
Почти одновременно с поражением кастильцев при Альхесирасе король Хайме II Арагонский приказал снять безуспешную осаду Альмерии Арагонским королевством.
Кампания 1309—1310 годов была успешной для Фердинанда IV, хотя он и не завоевал Альхесирас, поскольку город Гибралтар был включен в состав Кастилии.